# Гардендейл (Техас)
Гардендейл (англ. Gardendale) — переписна місцевість (CDP) в США, в окрузі Ектор штату Техас. Населення — 2020 осіб (2020).

## Географія
Гардендейл розташований за координатами 32°0′48″ пн. ш. 102°21′35″ зх. д. / 32.01333° пн. ш. 102.35972° зх. д. (32.013458, -102.359617).  За даними Бюро перепису населення США в 2010 році переписна місцевість мала площу 29,75 км², з яких 29,70 км² — суходіл та 0,05 км² — водойми.

## Демографія
Згідно з переписом 2010 року, у переписній місцевості мешкали 1574 особи в 604 домогосподарствах у складі 450 родин. Густота населення становила 53 особи/км².  Було 657 помешкань (22/км²).
Расовий склад населення:
| - 95,5 % — білих - 0,9 % — чорних або афроамериканців - 0,4 % — корінних американців - 0,1 % — вихідців з тихоокеанських островів - 0,1 % — азіатів - 2,4 % — осіб інших рас |

До двох чи більше рас належало 0,6 %. Частка іспаномовних становила 14,0 % від усіх жителів.
За віковим діапазоном населення розподілялося таким чином: 24,7 % — особи молодші 18 років, 64,1 % — особи у віці 18—64 років, 11,2 % — особи у віці 65 років та старші. Медіана віку мешканця становила 36,5 року. На 100 осіб жіночої статі у переписній місцевості припадало 101,0 чоловіків;  на 100 жінок у віці від 18 років та старших — 104,1 чоловіків також старших 18 років.
Середній дохід на одне домашнє господарство  становив 86 862 долари США (медіана — 77 829), а середній дохід на одну сім'ю — 94 787 доларів (медіана — 81 571). Медіана доходів становила 76 935 доларів для чоловіків та 38 000 доларів для жінок. За межею бідності перебувало 4,1 % осіб, у тому числі 0,0 % дітей у віці до 18 років та 29,5 % осіб у віці 65 років та старших.
Цивільне працевлаштоване населення становило 727 осіб. Основні галузі зайнятості: сільське господарство, лісництво, риболовля — 23,2 %, мистецтво, розваги та відпочинок — 11,8 %, будівництво — 11,8 %.